# Mauro Cabral
Mauro Cabral (Córdoba, 2 de octubre de 1971) es un activista argentino por los derechos de las personas intersex y trans. Coordina el proyecto sobre despatologización intersex en InterAction for Health and Human Rights. Fue cofundador de GATE Global Action for Trans Equality, organización de la que fue Director Ejecutivo hasta el año 2022. Sirvió también como Oficial Senior sobre Justicia y Equidad de Género en Global Philanthropy Project, y es signatario de los Principios de Yogykarta. y de los Principios de Yogyakarta Más 10. En julio de 2015, Cabral recibió el Premio a la Igualdad Bob Hepple.

## Primeros años
Mauro Cabral fue asignado al sexo femenino al nacer, pero actualmente vive y se identifica como varón. Ha descrito como su cuerpo fue considerado diferente o "incompleto" durante su niñez y adolescencia, por lo que tuvo que atravesar dos importantes cirugías y varios años de procedimientos invasivos.

## Activismo
Mauro Cabral Grinspan ha estado implicado en el activismo trans e intersex desde al menos 2005. De 2005 a 2007 estuvo a cargo de la coordinación del Área Trans e Intersex de la IGLHRC Latinoamérica. En 2006 participó en la producción de los Principios de Yogyakarta, en la Aplicación de Legislación sobre Derechos Humanos a la Orientación Sexual y la Identidad de Género, y fue uno de los 29 signatarios iniciales.

Luego, trabajó por tres años en MULABI, Espacio Latinoamericano de Sexualidades y Derechos, convirtiéndose en Director Ejecutivo en 2009. Además, obtuvo la codirección de GATE en enero de 2010, y también copreside el Grupo Internacional de Referencia Trans* en el Foro Global de MSM y HIV/SIDA.
Gracias a su rol como activista, Mauro Cabral Grinspan colaboró significativamente a que en abril de 2012 se aprobara la Ley n.º 26.743 de Identidad de Género en Argentina, la cual permite que las personas trans (travestis, transexuales y transgéneros) sean inscriptas en sus documentos personales con el nombre y el sexo de elección.
Asimismo, participó en la organización del tercer Foro Intersex Internacional que tuvo lugar en Malta en 2013.
Cabral Grinspan coordinó el trabajo de reforma de la Clasificación Internacional de Enfermedades de la Organización Mundial de la Salud, mediante lo cual se elaboró la "Crítica y Propuesta Alternativa a la Incongruencia de Género en la Niñez”. Además, participó de la elaboración del reporte "Sexual health, human rights and the law" ("Salud sexual, derechos humanos y la ley") de la Organización Mundial de la Salud.
En 2015, Cabral Grinspan se convirtió en asesor senior de la Fundación filantrópica de Derechos Humanos Intersex, por la Astraea Lesbian Foundation for Justice.
Cabral Grinspan considera que existe una vinculación muy fuerte entre los procesos de normalización de personas intersex y la homofobia. Según el autor, el desafío radica en abrirse a la experiencia de la diversidad de cuerpos sin la necesidad de medicalizar esa experiencia.

## Carrera académica
Cabral Grinspan tiene una Licenciatura en Historia por la Universidad Nacional de Córdoba.
A partir del año 2019 se encarga de coordinar junto con Blas Radi, profesor de Gnoseología y Filosofía Feminista, la primera cátedra libre de Estudios Trans de la Facultad de Filosofía y Letras de la Universidad de Buenos Aires. Ambos investigadores declararon en un comunicado que "los Estudios Trans proponen una tematización transformativa y generativa de las cuestiones trans, como así también el despliegue de epistemologías, éticas y políticas trans del conocimiento, incluyendo, decisivamente, el acceso de las personas trans a la academia como sujetos de ese conocimiento".  

## Premios y reconocimiento
En julio de 2015, Cabral recibió el Premio Bob Hepple a la Igualdad, junto a Pragna Patel de Southall Black Sisters. El premio fue nombrado tras quien fuera abogado de Nelson Mandela. El Oxford Human Rights Hub comentó, "Cabral fue crucial en el proceso promulgación de la Ley de Identidad de Género de Argentina en 2012, una ley que ha sido extensamente citada en decisiones de la Corte en casos de identidad, incluyendo la Corte Suprema de Indiana, la cual inspiró reformas en materia de legislación en países como Malta, los Países Bajos y Suecia".